# Harz
A Harz avagy Harz hegység Németországban, Alsó-Szászország, Szász-Anhalt és Türingia tartományokban található. Ez Észak-Németország legmagasabb középhegysége. 2006 óta nemzeti parkot alakítottak ki területén.

## Neve
Neve a Hart német szóból ered, ami magyarul „hegyi erdő”-t jelent.

## Földrajza

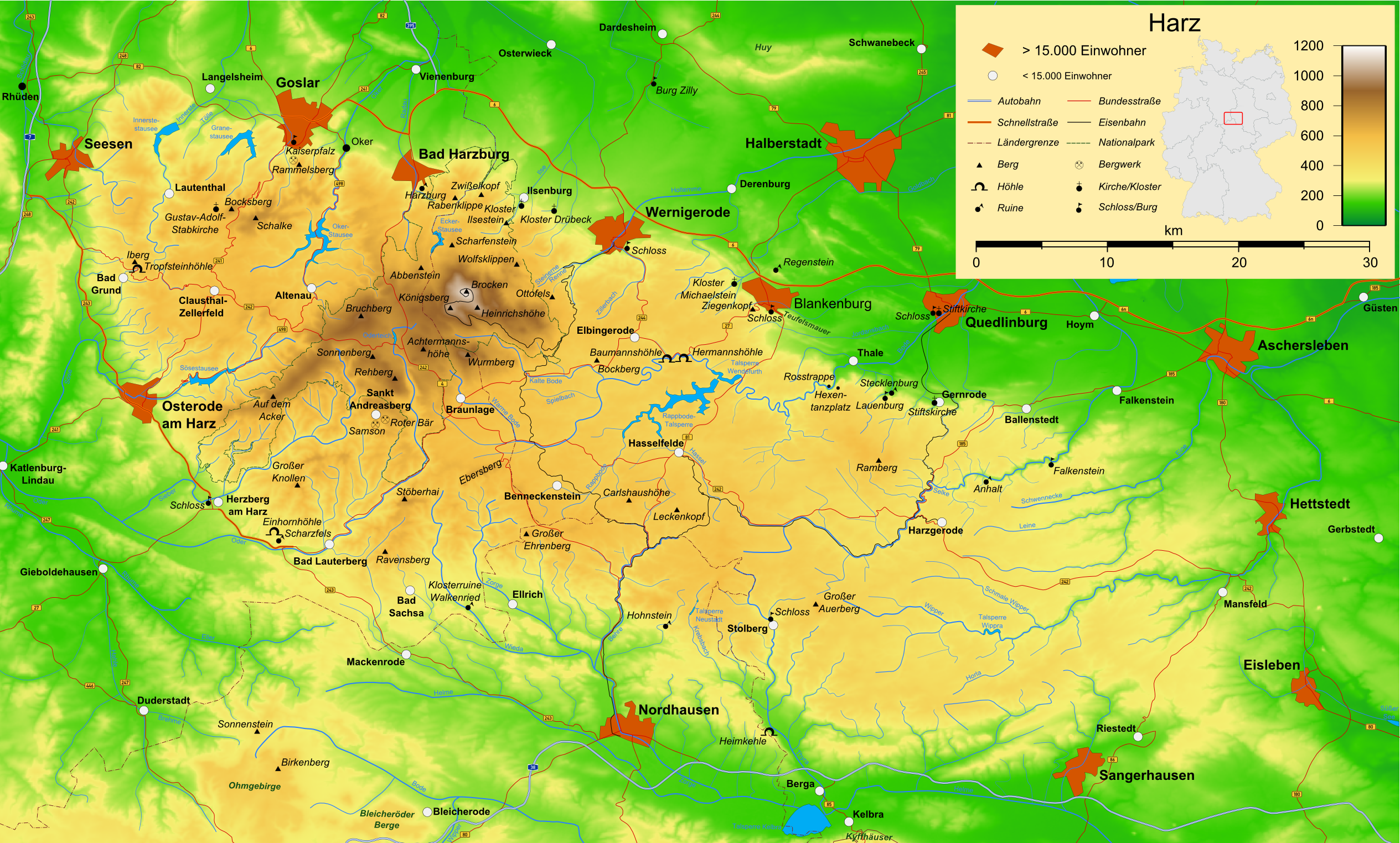
A Harz települései

Németország középső-északi részén fekszik három tartomány, Alsó-Szászország, Szász-Anhalt és Türingia területén. A Német-középhegység része, a Variszkuszi-hegységrendszer maradványa. 110 km hosszú és 30–40 km széles elnyújtott alakot vesz fel. Legmagasabb pontja az 1141,1 m-es tengerszint feletti magasságú Brocken. 
Részei:
- Oberharz
- Magas-Harz (Hochharz)
- Mittelharz
- Unterharz
- Harzabdachung
- Ramberg

Főleg gránitból, illetve más, átalakult kőzetekből épül fel, ami igen ellenállóvá teszi. Így a középső része kevésbé pusztult le, az úgynevezett Brocken-masszívum, vagy Magas-Harz még őriz valamit egykori magasságából. Mivel átalakult kőzetekből áll és ezek jól levezetik a vizet, ezért a hegységben igen sok felszíni vízfolyás található, amit 17 völgyzáró gáttal hasznosítanak áramtermelés, illetve víztározás hasznára. A hegység belseje szinte teljesen lakatlan, ott emberi települések nincsenek.

### Éghajlata

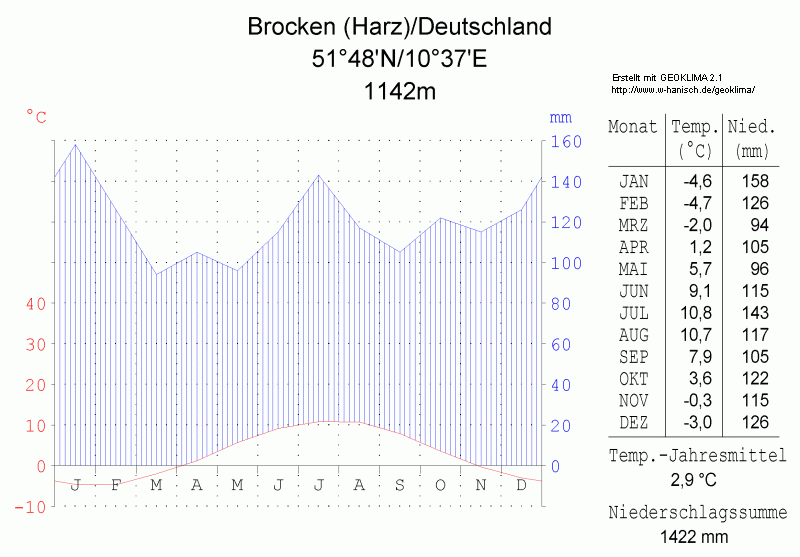
A Brocken klímadiagrammja

A hegység jellegzetes középhegységi jellemzőkkel bír, már ami az éghajlatot illeti. Mivel nyugat felől az atlanti-óceáni szelek gyakorlatilag akadálytalanul eljuthatnak idáig, ezért egész évben egyenletes, bőséges csapadék öntözi. Ebből következik, hogy a nyugati-északi oldalak hűvösebbek és csapadékosabbak, míg a keleti-déli oldalak szárazabbak és melegebbek. Az évi középhőmérséklet magasabb az ezen földrajzi széleken megszokottnál, ami egyértelműen mutatja a markáns óceáni hatást. Az igazi hegyvidéki éghajlat csak 800 méter felett kezdődik, a Brocken és környéke már egyértelműen ide sorolható, ami kedvező a téli sportoknak is.

## Közlekedése

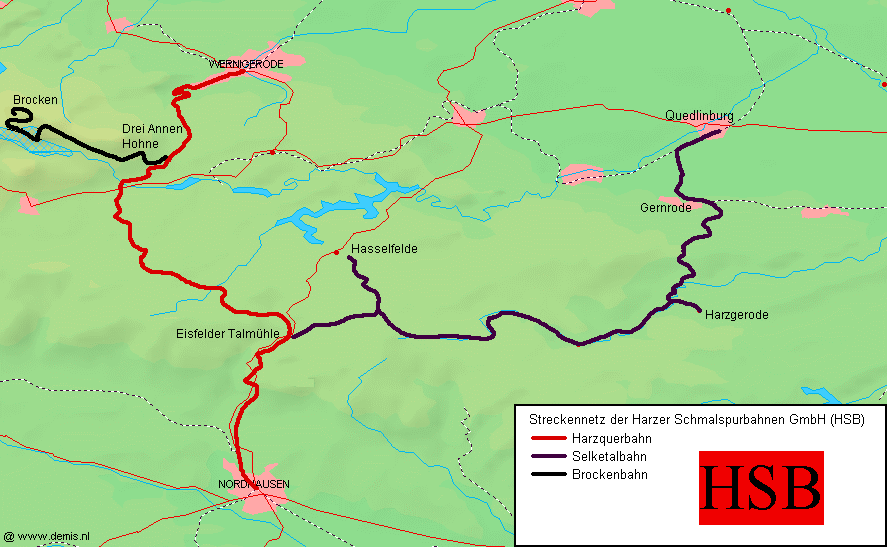
Kisvasúti hálózat a Harzban

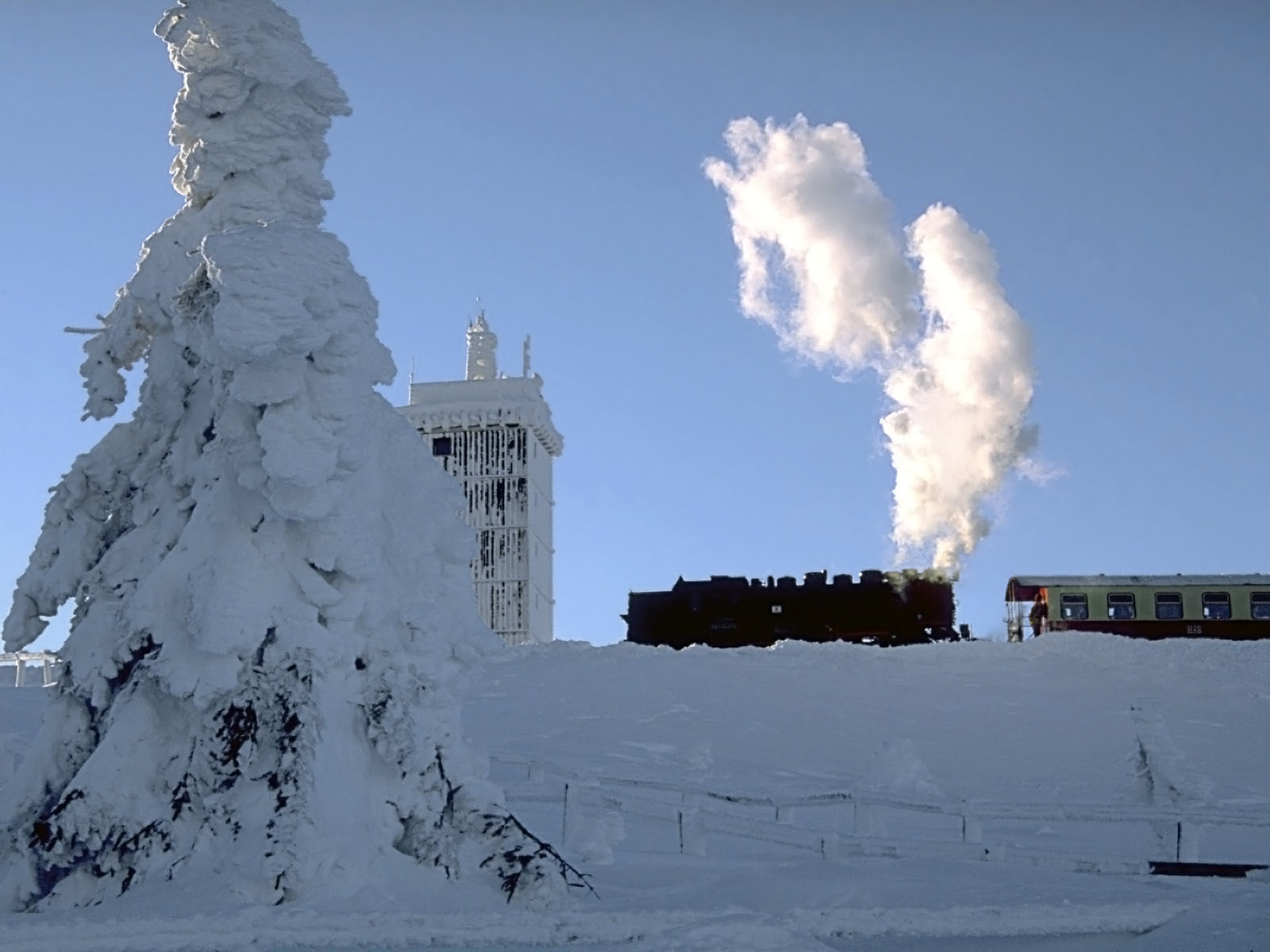
A Brocken csúcsára vezető Brockenbahn télen

### Vasút
A hegység előterében fontos vasútvonalak futnak, északi oldalán a Bad Harzburgot, Goslart, Hannover útvonalon át összekötő normál, nem villamosított vasúti vágány. A Harz déli oldalán ugyancsak normál nyomközű vasúti szolgáltatás van, így az utasok könnyen elérhetik a céljukat.
A Harzban gazdag keskeny nyomközű vasúthálózat is található, ami napjainkban is üzemel, főleg turistacélokra használják. Három vonal van, amik összesen 140 km hosszúságúak, 1000 mm-es nyomtáv mellett. Ezek sorrendben: Harzquerbahn, Selketalbahn és a Brockenbahn. A Brockerbahn felvezet a hegység legmagasabb csúcsára, a Brockenre. A német újraegyesülés előtt állaga annyira leromlott, hogy 1986-ban le kellett rajta állítani a közlekedést, csak azóta újították fel. (Egyébként a kisvasúti hálózat teljes egészében az egykori NDK-hoz tartozott. Manapság nosztalgiaszerelvények, főként gőzvontatással jutnak fel az 1141 méteres csúcsra, akár télen is.

### Közutak

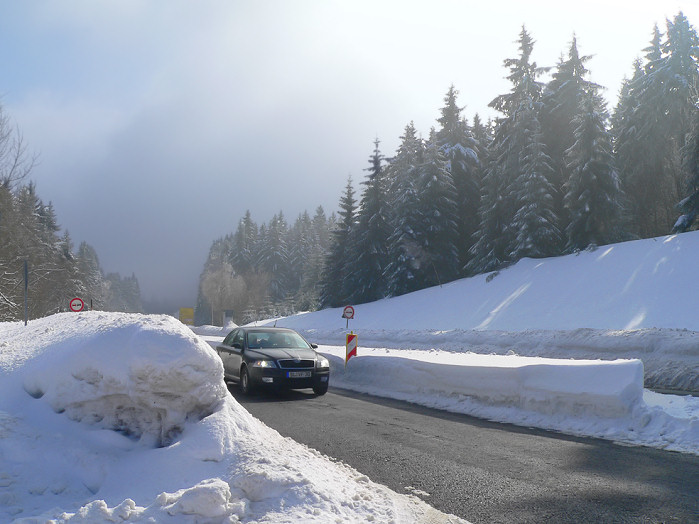
A Harzhochstraße

A terület nyugati szélén halad az észak-déli irányú Bundesautobahn 7, Európa és egyben Németország leghosszabb nemzeti autópályája, amely a dán határtól indul és Bajorországban, az osztrák határnál végződik. A déli oldalon halad a 38-as jelzésű autópálya, amelyik még nincs készen, de a tervek szerint Göttingentől Drezdáig fog húzódni. Mivel igen sokáig a Harz mellett halad, ezért az egyik becenev is: Südharzautobahn, vagyis dél-harzi autópálya. A hegység délnyugati szélén vezet a 2×2 sávos B243-as gyorsforgalmi út, ami Nordhausent köti össze Hildesheimmal. Északon, Goslar környékén a B4 és a B6 jelű utak futnak. A B4-es út teljesen átszeli a Harzot, Bad Harzburgtól déli irányban, érintve a hegység idegenforgalmi központját, Braunlage várost is a 841 méteres Torfhaus csúcson keresztül.

## Külső hivatkozások
- A Harzi Nemzeti Park honlapja